# دافيد شوكارو
دافيد شوكارو David Chocarro هو ممثّل وعارض أزياءأرجنتيني شارك في العديد من المسلسلات اللاتينية الناجحة ممّا أهّله ليغدو واحدا من أبرز نجوم جيله.

## حياته الشخصية
ولد دافيد شوكارو في 05 أبريل 1980 بالعاصمة الأرجنتينية بيونس أيرس. والده Daniel Chocarro مدرّب أرجنتيني لرياضة كرة القاعدة «البيسبول». أمّا والدته فهي ممثلة أرجنتينية سابقة مثّلت لفترة ليست بالقصيرة في السبعينات وبداية الثمانينات قبل أن تترك مجال الفن وتتفرّغ بالكامل لعائلتها. دافيد شوكارو هو الابن الأصغر في العائلة التي تتكوّن أيضا من شقيقه Augusto وشقيقتة Merlina.
كان دافيد شوكارو مجتهدا في دراسته ودائما ما يحرز نتائج باهرة مما جعل كلّ العائلة فخورة به. في سنّ المراهقة مارس دافيد شوكارو رياضة كرة القاعدة «البيسبول» بتشجيع من والده الذي كان واحدا من أهم المدربين في هذه الرياضة ثمّ لعب كأساسي في عدة فرق أرجنتينية قبل أن يخوض عالم الاحتراف في فنزويلا.
في الأثناء عمل دافيد شوكاروكعارض أزياء لعدّة ماركات عالمية على غرار Gatorade, Panasonic, Gillette, Bacardi وCoca Cola. وبعد ذلك تفرّغ تماما لمجال التمثيل. تزوّج دافيد شوكارو  بالممثلّة الأرجنتينية  Carolina Laursen وأنجب منها طفلته الأولى Allegra في 25 نوفمبر 2009 ثمّ طفلته الثانية  Brigitta في 21 ديسمبر 2011.

## حياته الفنية
أوّل دور لعبه دافيد شوكارو كان سنة 2005 في المسلسل التلفزيوني Kiebre من خلال تقمّصه لشخصية ثانوية تدعى Notero ثم واصل التمثيل بأداء أدوار ثانوية في عدّة مسلسلات تلفزية درامية وكوميدية على غرار Alma Pirata بدور El Mismo و Sos mi vida و Floricienta سنة 2006.
خلال سنة 2007 شارك دافيد شوكارو في مسلسل Casi Angeles بدور Matt ثم وقعت دعوته سنة 2009 للمشاركة في بعض حلقات مسلسل Los exitosos Pells ليلعب دور رجل سياسة. عرف بعد ذلك شهرة واسعة ونجاحا مهما في الامريكيتين بتقديمه عدة برامج تلفزيونية تهتم بالرياضة والاعتناء بالجسم. سنة 2010 تقمّص شخصية Nacho في مسلسل Los exitosos Perez وكانت هذه المشاركة هي الأهم بالنسبة له في ذلك الوقت.
مسلسل  Alguien te mira الذي تمّ عرضه سنة 2010 كان بمثابة نقطة تحوّل كبيرة في مسيرة دافيد شوكارو الفنية بدور Benjamín Morandé بمشاركته البطولة رفقة نجوم لاتينيين من الحجم الثقيل على غرار النجمة الكولمبية Danna García والنجم البيروفي كريستيان مايير والنجم المكسيكي رفاييل أمايا.
سنة2011 شارك في مسلسل  Aurora بدور Christian Santana وفي نفس السنة أيضا شارك في مسلسل  La casa de al lado بتقمّصه دورا مزدوجا Adolfo Acosta و Ismael Mora.
و قد انتظر دافيد شوكارو حتى سنة 2012 ليحقّق البطولة المطلقة من خلال تجسيده لشخصية  Martín Méndez / Diego Carrasco Mercader في مسلسل  El Rostro de la Venganza الذي لقى نجاحا كبيرا بتواجد نجوم كبار على غرار Maritza Rodríguez و  Elizabeth Gutiérrez و Saúl Lisazo و Jonathan Islas.

## أعماله

مسلسل El Rostro de la Venganza

| السنة | المسلسل                  | الدور             |  |
| ----- | ------------------------ | ----------------- |  |
| 2002  | Kiebre                   | دور ثانوي         |  |
| 2005  | Floricienta              | Csacska angyal    |  |
| 2006  | Alma pirata              | دور ثانوي         |  |
| 2006  | Sos mi vida              | Te vagy az életem |  |
| 2007  | Amor mío                 | دور ثانوي         |  |
| 2008  | Casi Ángeles             | Matt              |  |
| 2009  | Los exitosos Pérez       | Nacho             |  |
| 2010  | Los exitosos Pells       | دور ثانوي         |  |
| 2010  | Alguien te mira          | Benjamín Morandé  |  |
| 2011  | Aurora                   | Christian Santana |  |
| 2011  | La Casa de al Lado       | Ismael / Iván     |  |
| 2012  | El rostro de la venganza | Martín / Diego    |  |

## مواضيع ذات علاقة
- رودريغو دياز
- سيباستيان رولي
- فريديريكو إيسوين
- دييغو أوليفيرا
- كارلا بيترسون
- فيكتوريا مورات
- أندريا ديل بوكا

## وصلات خارجية
- دافيد شوكارو على موقع IMDb (الإنجليزية)
- دافيد شوكارو على موقع قاعدة بيانات الفيلم (الإنجليزية)